# Camp Records
La Camp Records, dal termine inglese "camp" (ostentato, esagerato, effeminato o omosessuale) è una casa discografica californiana operante negli anni sessanta.
È stata in assoluto la prima etichetta discografica a tematica apertamente LGBT della storia.
Caratteristiche della Camp Records erano le parodie di canzoni celebri, nelle quali gli artisti, in un rigoroso anonimato, descrivevano il mondo di gay, lesbiche e trans dell'epoca. Gli LP ed i 45 giri si potevano ordinare per posta ad una casella anonima.

## Discografia
LP:
- The Queen Is In The Closet (Camp Records 3455)
- Mad About The Boy (Camp Records RU-1)

45 giri:
- I'd rather fight than swish (Camp 2B1)
- I'd rather swish than fight (Camp 2B1)
- Homer the happy little homo (Camp ICUR 1-2)
- Florence of arabia  (Camp ICUR 1-2)
- Spanish bar fly (Camp 45-CC)
- I'll liza mike  (Camp 45-CC)
- Old fashioned balls (Camp OUR 2-2)
- Down by the river drive (Camp OUR 2-2)
- Leather jacket lovers (Camp TS2U)
- Leather jacket lovers (Camp TS2U)
- What can the matter be (Camp TS2U)
- I'm so wet (Camp 345)
- The weekend of a hairdresser (Camp 345)
- The ballad of the camping woodcutter (Camp UR12)
- Scotch mist (Camp UR12)
- Mixed nuts (Camp 2B8)
- London derrierre  (Camp 2B8)